# علامة شعاعية

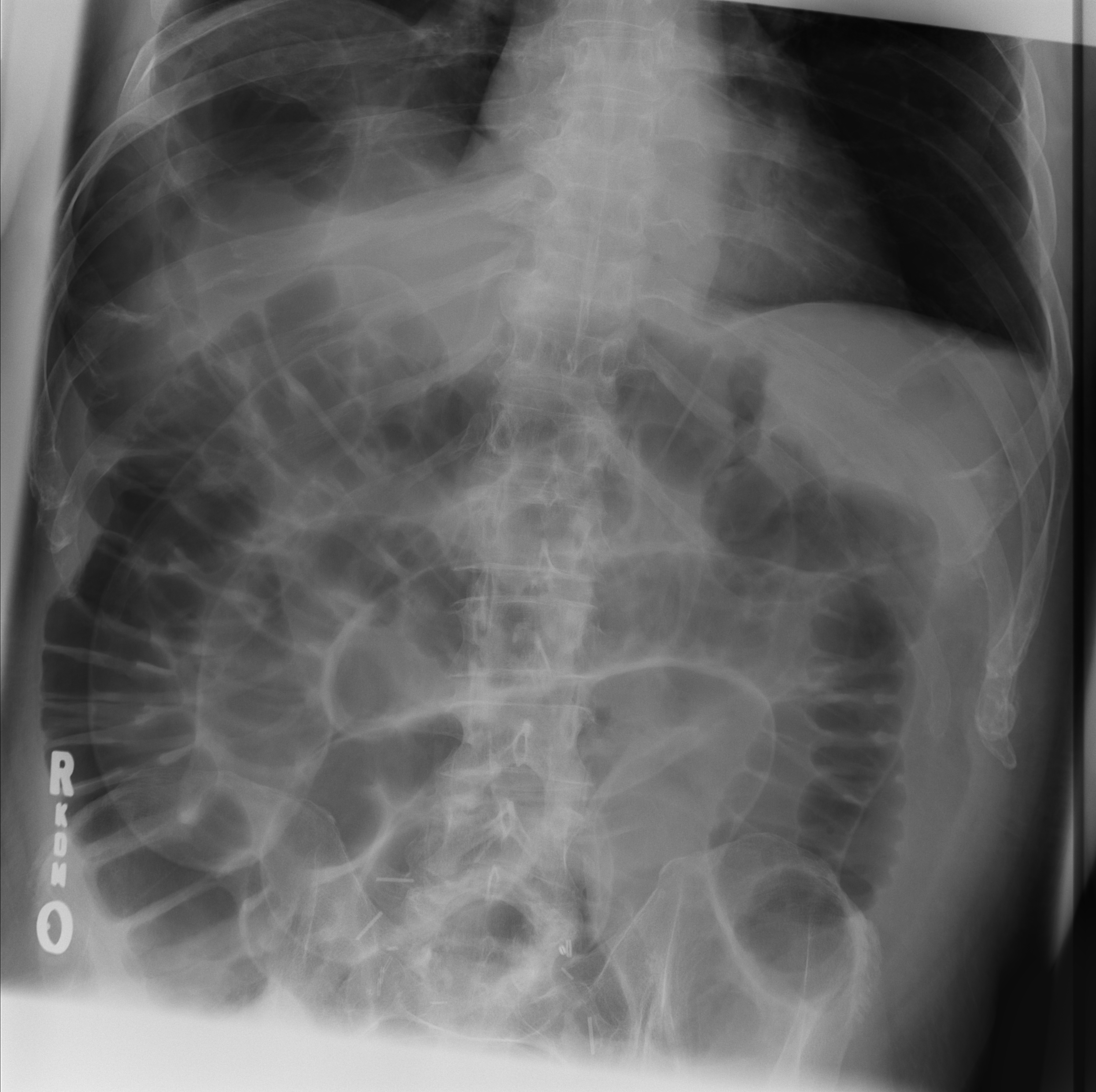

العلامة الشعاعية هي علامة سريرية موضوعية على بعض الحقائق أو الخصائص الطبية يمكن تحريها من قبل الطبيب خلال الفحص الشعاعي، مثل التصوير الشعاعي بالأشعة السينية والأشعة المقطعية والتصوير بالرنين المغناطيسي.

## أمثلة على العلامات الشعاعية
- علامة كرة القدم
- حدبة هامبتون
- كتلة ثربية
- استرواح الأمعاء
- علامة ريغلر
- علامة وسترمارك
- علامة أس ذهبية
- خطوط كيرلي
- استكفاف محيط بالقصبة